# سیمیولا
سیمیولا یک زبان برنامه‌نویسی است که در سال ۱۹۶۰ در مرکز محاسبات نروژی در اسلو به‌طور مقدماتی توسط الِ-جان دال و کریستن نایگارد گسترش یافت. از نظر نحوی الگول ۶۰ زیر مجموعه آن است. و از نظر ترکیب به ایده‌های جدید کلاس‌ها و شیئ‌ها به‌علاوه رویه‌های همکار، نزدیک است. و
سیمیولا ایده شیئ گرایی را مطرح کرد و بنابراین می‌توان آن را به عنوان اولین زبان برنامه‌نویسی شیئ گرا و جد زبان‌های اسمال تاک، سی پ پ، جاوا، سی شارپ و همه زبان‌های جدید شیئ گرا و بر مبنای کلاس دانست. همان‌طور که اسم این زبان نشان می‌دهد، سیمیولا برای شبیه‌سازی طراحی شد و و نیازهای این زمینه از برنامه‌نویسی، بدنه‌ای برای بسیاری از الگوهای زبانهای شیئ گرای امروزی شد.
سیمیولا هرگز تنها یک زبان آکادمیک نبود (تا سال ۲۰۰۳ هنوز برای کاربردهای کمی در جهان واقعی استفاده می‌شد)و، اما آثار تاریخی اش بسیار مهم‌تر از کارهای واقعی ای است که توسط این زبان انجام شده‌است.
مندرجات
Hello World
کلاس‌ها در سیمیولا
```
Hello Word
```

سیمیولا زبان حساس به حالت نیست. مثال زیرمثال معروف Hello World
درسیمیولا است.
```
a comment*)*(
```

BEGIN
```
 outtext("Hello World!");
```

END;
کلاس‌ها در سیمیولا
سیمیولا اولین زبان برنامه‌نویسی شیئ گرا بود. و این یعنی سیمیولا تنها در مورد اشیائ و کلاس‌های اشیائ اطلاع دارد. هر کلاس بسته یاپیمانه ای از رویه‌ها، توابع و داده‌ها است. امکان تولید نمونه‌هایی از یک کلاس به منظور ایجاد موجوداتی که دنیای واقعی را مدل می‌کنند وجود دارد. مجموعه اشیائ و روابط آن‌ها در شبیه‌سازی مفاهیمی از دنیای واقعی به کار می‌رود.
در انتها یک کلاس ساده در سیمیولا:
Begin
```
Class Greetings;
Begin
 OutText("Hello World!");
 OutImage;
End;
REF(Greetings) hello;
hello :- New Greetings;
```

End of program;
خروجی این کلاس هم Hellow Word است.